# Maisoncelles (Alta Marna)
Maisoncelles è un comune francese di 57 abitanti situato nel dipartimento dell'Alta Marna nella regione del Grand Est.

## Società

### Evoluzione demografica
Abitanti censiti